# Laurențiu Streza
Laurențiu Streza, pe numele de mirean Liviu Streza, (n. 12 octombrie 1947, Sâmbăta de Sus, județul Făgăraș) este arhiepiscop ortodox de Sibiu și Mitropolit ortodox al Ardealului, precum și specialist în liturgică.

## Biografie

### Studii
Urmează școala generală în localitatea natală, Sâmbăta de Sus, între 1954 și 1961. La vârsta de 13 ani a rămas orfan de tată.
Între anii 1961 și 1965 urmează cursurile liceale la școala de elită a învățământului făgărășean, Colegiul Național „Radu Negru” din Făgăraș, care purta pe atunci denumirea de Școala Medie nr. 1 Făgăraș. A absolvit cursurile ultimului an liceal, clasa a XI-a, secția reală, în anul 1965.
Între anii 1965 și 1969 a urmat cursurile Institutului Teologic Universitar din Sibiu, după care a obținut diploma de licență în teologie.
În 1969 s-a căsătorit cu Eugenia Stanciu. În același an a fost hirotonit preot pe seama parohiei Lisa, unde a rămas până în anul 1976. Din căsnicia sa au rezultat cinci copii. Soția sa a decedat în anul 1992.
Între 1970-1973 a urmat cursuri de doctorat în teologie la Institutul Teologic Universitar din București, la Secția Practică, specialitatea principală liturgică, pastorală și artă creștină. În 1975 susține examenul de admisibilitate, pe care-l promovează cu media 9,50.
Din 1976 devine duhovnicul studenților de la Institutul Teologic Universitar din Sibiu și asistent la Secția Practică (1976-1986). În plus, suplinește lectoratul de limba greacă (1977-1979) și lectoratul de limba franceză (1983-1986).
În 1982 pleacă la studii în străinătate, la Institutul Ecumenic de la Bossey, Elveția (1982-1983). Continuă studiile în Elveția cu o specializare în domeniul liturgic la Facultatea de Teologie Catolică a Universității din Fribourg (1983).
Se întoarce în țară și își susține doctoratul în teologie (1985) la Institutul Teologic Universitar din București cu teza: Botezul în diferite rituri liturgice creștine, sub îndrumarea profesorului Ene Braniște.

### Activitatea didactică
În 1986 suplinește disciplina de liturgică și pastorală, cu seminariile de practică liturgică, iar în 1987 devine profesor universitar, titular la disciplinele Liturgică, Pastorală și Artă creștină, precum și îndrumător de doctorat.
În perioada ianuarie–aprilie 1990 a fost consilier economic al mitropolitului Antonie Plămădeală.
Din 1992 este membru al Asociației Internaționale „Societas Liturgica”, cu sediul la Toronto (Canada) și Trier (Germania).

### Episcop de Caransebeș
La 4 iulie 1996 sinodul Bisericii Ortodoxe Române îl alege episcop al Caransebeșului, în urma decesului titularului acestui scaun episcopal, episcopul Emilian Birdaș. Două săptămâni mai târziu, la 20 iulie 1996, este tuns în monahism, la Mănăstirea Brâncoveanu de la Sâmbăta de Sus, de către mitropolitul Antonie Plămădeală, primind numele de Laurențiu.
La 11 august 1996 Laurențiu Streza este hirotonit episcop și instalat la Caransebeș de către mitropolitul Nicolae Corneanu al Banatului. Între anii 1997 și 2001, din încredințarea sinodului BOR, poartă de grijă credincioșilor ortodocși români din Banatul Sârbesc. Contribuie la alcătuirea statutului de funcționare și la alegerea organelor de conducere ale noii episcopii „Dacia Felix”, cu sediul la Vârșeț.

### Mitropolit al Ardealului
Pe 3 noiembrie 2005 Adunarea Națională Bisericească a Bisericii Ortodoxe Române l-a ales în funcția de arhiepiscop al Sibiului și mitropolit ortodox al Ardealului. Laurențiu Streza a fost înscăunat în Catedrala mitropolitană din Sibiu pe data de 13 noiembrie 2005 de către patriarhul Teoctist Arăpașu.
Ca urmare a alegerii episcopului Laurențiu Streza în funcția de mitropolit al Ardealului, în defavoarea arhiepiscopului Andrei Andreicuț (susținut de arhiepiscopul Bartolomeu Anania al Clujului), a fost înființată, prin scindarea vechii Mitropolii ortodoxe de la Sibiu, noua Mitropolie a Clujului, Crișanei, Maramureșului și Sălajului.

### Controverse
În timpul în care a fost episcop de Caransebeș a fost criticat de istorici și arheologi pentru distrugerea vestigiilor fostei mănăstiri franciscane din Caransebeș, pe locul cărora a fost construită noua catedrală ortodoxă din oraș.
În anul 2011 a numit un preot adus din Episcopia Caransebeșului ca paroh al Bisericii dintre Brazi din Sibiu, deși aceasta este revendicată de Biserica Română Unită cu Roma.
La sfârșitul anului 2015 a stârnit discuții după ce a achiziționat o limuzină nouă.
Ca mitropolit al Ardealului a decorat mai multe persoane arestate pentru fapte de corupție, între care Ilie Carabulea, Gigi Becali și Aristotel Căncescu. Ulterior a girat pretinse lucrări științifice publicate de Gigi Becali, lucrări care au dus la scurtarea executării pedepsei închisorii și la eliberarea condiționată a acestuia. Pentru data de 26 ianuarie 2016 mitropolitul Streza a fost chemat la Universitatea din Sibiu, pentru a da explicații cu privire la aceste fapte. Nicolae Manolescu, președintele Uniunii Scriitorilor din România, a criticat asocierea mitropolitului Streza la această „escrocherie națională”. DNA a pornit o anchetă cu privire la faptele incriminate.

## Distincții
A fost decorat în februarie 2004 cu Ordinul Meritul Cultural în grad de Comandor, Categoria G - „Cultele”, „în semn de apreciere deosebită pentru activitatea susținută în domeniul cultelor, pentru spiritul ecumenic și civic dovedit și pentru contribuția avută la întărirea legăturilor interconfesionale, de bună și pașnică conviețuire între toți oamenii”.
În 2015 a fost ales membru de onoare al Academiei Române.